# Capulálpam de Méndez
Capulálpam de Méndez è un comune del Messico, situato nello stato di Oaxaca.